# Quinquênio
Lustro, quinquênio (português brasileiro) ou quinquénio (português europeu) (em latim: Lustrum) é uma medida de tempo que é um período de cinco anos, correspondendo a metade de uma década. Portanto dois lustros representam uma década. Originalmente, correspondia ao período entre os censos romanos.